# Szymon Świętochowski
Szymon Świętochowski (ur. 1983 w Mińsku Mazowieckim) – polski fotografik.

## Życiorys
Absolwent Wydziału Filmu i Fotografii w Wyższej Szkole Sztuki i Projektowania w Łodzi. W 2007 r. obronił dyplom w pracowni prof. Mirosława Araszewskiego. W 2007 r. otrzymał Wyróżnienie Rektora za dyplom magisterski „Nadrealnie”. Zrzeszony w Agencji fotograficznej Photoby. W 2005 roku wystąpił w filmie „WSSiP” w reż. Małgorzaty Gryniewicz w roli samego siebie. Współpracował między innymi z redakcją magazynu Fluid i Dosdedos. Nominowany w trzech kategoriach: outdoor w podkategorii B1-clothing, footwear&accessories za kampanię reklamową dla firmy Converse MASKI na Festiwalu Fotografii Reklamowej w Cannes "LIONS" w 2006 roku.

## Wystawy
- 2009: Galerii Fotografii Miejskiego Centrum Kultury w Ostrowcu Świętokrzyskim[2]
- 2006: Wystawa "Mroki i uroki" Yours Gallery Warszawa[3][4]
- 2005: Galeria DAP "Biennale Sztuki Mediów 2005 w Warszawie"

## Filmografia
- 2005: "WSSiP" - wystąpił w filmie

## Nagrody
- 2007: Nagroda-SREBRO za fotografię pt. "Brud" w kategorii Print - Ogólnopolski Konkurs na Najlepsze Reklamy 2007 organizowany przez Klub Twórców Reklamy Warszawa[5]
- 2005: Wyróżnienie za kampanię reklamową dla Firmy "Top Secret" - Warszawskie Biennale Sztuki Mediów .[6]